# Hôtel Hyatt Regency Paris Étoile
Hôtel Hyatt Regency Paris Étoile, prethodno hôtel Concorde La Fayette (1974-2013), neboder je smješten u Parizu u Francuskoj, u 17. okrugu u blizini Porte Maillot. U vlasništvu je Constellation Hotels Holdings.
Sa svojih 137 metara visine, jedan je od najviših francuskih hotela nakon Tour Part-Dieu u Lyonu (i četvrta najviša zgrada u Parizu nakon Eiffelov toranj, neboder Montparnasse i pariški sud, ali manji od nekih zgrada u četvrti La Défense koje se nalaze u blizini); antena smještena na njenom krovu omogućuje joj čak da dosegne 190 metara visine. Sa svojih trideset i osam katova, ima 995 soba i apartmana. S Palais des Congrès smještenom u susjedstvu, jedan je od kongresnih centara u Parizu.

## Vanjske poveznice
|  | Zajednički poslužitelj ima još gradiva o temi Hôtel Hyatt Regency Paris Étoile |

- Službena stranica  Arhivirana inačica izvorne stranice od 28. rujna 2020. (Wayback Machine)